# Formuła 1 Sezon 2014
Sezon 2014 Formuły 1 – 65. sezon Mistrzostw Świata Formuły 1.
Był to pierwszy sezon, w którym używane były turbodoładowane silniki V6 o pojemności 1,6 litra wraz z systemem odzyskiwania energii, w miejsce poprzednio używanych, wolnossących jednostek 2,4 litra V8.
Kalendarz zawierał liczbę 19 wyścigów: z kalendarza usunięto Grand Prix Indii i Grand Prix Korei Południowej, za to powróciło Grand Prix Austrii, a po raz pierwszy odbyło się Grand Prix Rosji.

## Prezentacje samochodów
| Samochód          | Data i miejsce prezentacji                         |
| ----------------- | -------------------------------------------------- |
| McLaren MP4-29    | 24 stycznia 2014 – Woking, Wielka Brytania         |
| Ferrari F14 T     | 25 stycznia 2014 – Maranello, Włochy               |
| Sauber C33        | 26 stycznia 2014                                   |
| Toro Rosso STR9   | 27 stycznia 2014 – Jerez de la Frontera, Hiszpania |
| Caterham CT05     | 28 stycznia 2014 – Jerez de la Frontera, Hiszpania |
| Force India VJM07 | 28 stycznia 2014 – Jerez de la Frontera, Hiszpania |
| Mercedes F1 W05   | 28 stycznia 2014 – Jerez de la Frontera, Hiszpania |
| Red Bull RB10     | 28 stycznia 2014 – Jerez de la Frontera, Hiszpania |
| Williams FW36     | 28 stycznia 2014 – Jerez de la Frontera, Hiszpania |
| Marussia MR03     | 30 stycznia 2014 – Jerez de la Frontera, Hiszpania |
| Lotus E22         | 19 lutego 2014 – Manama, Bahrajn                   |

## Lista startowa
| Zespół                        | Konstruktor             | Samochód      | Silnik (1.6 V6T)       | Opony | Nr | Kierowcy wyścigowi | Rundy           | Kierowcy rezerwowi                                        |
| ----------------------------- | ----------------------- | ------------- | ---------------------- | ----- | -- | ------------------ | --------------- | --------------------------------------------------------- |
| Infiniti Red Bull Racing      | Red Bull Racing-Renault | RB10          | Renault Energy F1-2014 | P     | 1  | Sebastian Vettel   | 1–19            | Sébastien Buemi António Félix da Costa                    |
| Infiniti Red Bull Racing      | Red Bull Racing-Renault | RB10          | Renault Energy F1-2014 | P     | 3  | Daniel Ricciardo   | 1–19            | Sébastien Buemi António Félix da Costa                    |
| Marussia F1 Team              | Marussia-Ferrari        | MR03          | Ferrari 059/3          | P     | 4  | Max Chilton        | 1–16            | Alexander Rossi Will Stevens                              |
| Marussia F1 Team              | Marussia-Ferrari        | MR03          | Ferrari 059/3          | P     | 17 | Jules Bianchi      | 1–15            | Alexander Rossi Will Stevens                              |
| Mercedes AMG Petronas F1 Team | Mercedes                | F1 W05 Hybrid | Mercedes PU106A Hybrid | P     | 6  | Nico Rosberg       | 1–19            | Pascal Wehrlein                                           |
| Mercedes AMG Petronas F1 Team | Mercedes                | F1 W05 Hybrid | Mercedes PU106A Hybrid | P     | 44 | Lewis Hamilton     | 1–19            | Pascal Wehrlein                                           |
| Scuderia Ferrari              | Ferrari                 | F14 T         | Ferrari 059/3          | P     | 7  | Kimi Räikkönen     | 1–19            | Pedro de la Rosa Marc Gené Davide Rigon                   |
| Scuderia Ferrari              | Ferrari                 | F14 T         | Ferrari 059/3          | P     | 14 | Fernando Alonso    | 1–19            | Pedro de la Rosa Marc Gené Davide Rigon                   |
| Lotus F1 Team                 | Lotus-Renault           | E22           | Renault Energy F1-2014 | P     | 8  | Romain Grosjean    | 1–19            | Charles Pic Nicolas Prost Marco Sørensen                  |
| Lotus F1 Team                 | Lotus-Renault           | E22           | Renault Energy F1-2014 | P     | 13 | Pastor Maldonado   | 1–19            | Charles Pic Nicolas Prost Marco Sørensen                  |
| Caterham F1 Team              | Caterham-Renault        | CT05          | Renault Energy F1-2014 | P     | 9  | Marcus Ericsson    | 1–16            | Robin Frijns Alexander Rossi                              |
| Caterham F1 Team              | Caterham-Renault        | CT05          | Renault Energy F1-2014 | P     | 10 | Kamui Kobayashi    | 1–11, 13–16, 19 | Robin Frijns Alexander Rossi                              |
| Caterham F1 Team              | Caterham-Renault        | CT05          | Renault Energy F1-2014 | P     | 45 | André Lotterer     | 12              | Robin Frijns Alexander Rossi                              |
| Caterham F1 Team              | Caterham-Renault        | CT05          | Renault Energy F1-2014 | P     | 46 | Will Stevens       | 19              | Robin Frijns Alexander Rossi                              |
| Sahara Force India F1 Team    | Force India-Mercedes    | VJM07         | Mercedes PU106A Hybrid | P     | 11 | Sergio Pérez       | 1–19            | Daniel Juncadella                                         |
| Sahara Force India F1 Team    | Force India-Mercedes    | VJM07         | Mercedes PU106A Hybrid | P     | 27 | Nico Hülkenberg    | 1–19            | Daniel Juncadella                                         |
| Williams Martini Racing       | Williams-Mercedes       | FW36          | Mercedes PU106A Hybrid | P     | 19 | Felipe Massa       | 1–19            | Felipe Nasr Susie Wolff                                   |
| Williams Martini Racing       | Williams-Mercedes       | FW36          | Mercedes PU106A Hybrid | P     | 77 | Valtteri Bottas    | 1–19            | Felipe Nasr Susie Wolff                                   |
| McLaren Mercedes              | McLaren-Mercedes        | MP4-29        | Mercedes PU106A Hybrid | P     | 20 | Kevin Magnussen    | 1–19            | Gary Paffett Oliver Turvey Stoffel Vandoorne              |
| McLaren Mercedes              | McLaren-Mercedes        | MP4-29        | Mercedes PU106A Hybrid | P     | 22 | Jenson Button      | 1–19            | Gary Paffett Oliver Turvey Stoffel Vandoorne              |
| Sauber F1 Team                | Sauber-Ferrari          | C33           | Ferrari 059/3          | P     | 21 | Esteban Gutiérrez  | 1–19            | Simona de Silvestro Siergiej Sirotkin Giedo van der Garde |
| Sauber F1 Team                | Sauber-Ferrari          | C33           | Ferrari 059/3          | P     | 99 | Adrian Sutil       | 1–19            | Simona de Silvestro Siergiej Sirotkin Giedo van der Garde |
| Scuderia Toro Rosso           | STR-Renault             | STR9          | Renault Energy F1-2014 | P     | 25 | Jean-Éric Vergne   | 1–19            | Max Verstappen                                            |
| Scuderia Toro Rosso           | STR-Renault             | STR9          | Renault Energy F1-2014 | P     | 26 | Daniił Kwiat       | 1–19            | Max Verstappen                                            |
| Zespół                        | Konstruktor             | Samochód      | Silnik (1.6 V6T)       | Opony | Nr | Kierowcy wyścigowi | Rundy           | Kierowcy rezerwowi                                        |

### Piątkowi kierowcy
Jeśli kierowca brał udział w piątkowym treningu, symbol oznacza, którego z kierowców wyścigowych zastąpił.

Udział kierowcy w całym weekendzie wyścigowym zaznaczono przez pogrubioną nazwę zespołu, w którym startował.
| Kierowca            | Nr | Zespół      | Australia | Malezja | Bahrajn |     | Hiszpania | Monako | Kanada | Austria | Wielka Brytania | Niemcy | Węgry | Belgia | Włochy | Singapur | Japonia | Rosja | Stany Zjednoczone | Brazylia |     |
| ------------------- | -- | ----------- | --------- | ------- | ------- | --- | --------- | ------ | ------ | ------- | --------------- | ------ | ----- | ------ | ------ | -------- | ------- | ----- | ----------------- | -------- | --- |
| Charles Pic         | 30 | Lotus       |           |         |         |     |           |        |        |         |                 |        |       |        | GRO    |          |         |       |                   |          |     |
| Esteban Ocon        | 31 | Lotus       |           |         |         |     |           |        |        |         |                 |        |       |        |        |          |         |       |                   |          | GRO |
| Daniel Juncadella   | 34 | Force India |           |         |         |     |           |        |        |         | HUL             |        |       |        | PER    |          |         |       |                   | PER      |     |
| Giedo van der Garde | 36 | Sauber      |           |         | GUT     | SUT | GUT       |        |        |         | SUT             | GUT    | GUT   | GUT    | SUT    |          |         |       |                   |          |     |
| Siergiej Sirotkin   | 37 | Sauber      |           |         |         |     |           |        |        |         |                 |        |       |        |        |          |         | GUT   |                   |          |     |
| Adderly Fong        | 37 | Sauber      |           |         |         |     |           |        |        |         |                 |        |       |        |        |          |         |       |                   |          | SUT |
| Max Verstappen      | 38 | Toro Rosso  |           |         |         |     |           |        |        |         |                 |        |       |        |        |          | VER     |       | VER               | VER      |     |
| Felipe Nasr         | 40 | Williams    |           |         | BOT     | BOT | BOT       |        |        |         |                 |        |       |        |        |          |         |       | BOT               | BOT      |     |
| Susie Wolff         | 41 | Williams    |           |         |         |     |           |        |        |         | BOT             | BOT    |       |        |        |          |         |       |                   |          |     |
| Alexander Rossi     | 42 | Marussia    |           |         |         |     |           |        |        |         |                 |        |       | CHI    |        |          |         |       |                   |          |     |
| Alexander Rossi     | 45 | Caterham    |           |         |         |     |           |        | KOB    |         |                 |        |       |        |        |          |         |       |                   |          |     |
| Roberto Merhi       | 45 | Caterham    |           |         |         |     |           |        |        |         |                 |        |       |        | KOB    |          | KOB     | KOB   |                   |          |     |
| Robin Frijns        | 46 | Caterham    |           |         | KOB     |     |           |        |        |         | KOB             |        |       |        |        |          |         |       |                   |          |     |

### Zmiany wśród zespołów
Marussia F1 Team
- Po sezonie 2013 Cosworth, który dostarczał silniki wyłącznie rosyjskiemu zespołowi Marussia, wycofał się z Formuły 1; tym samym czteroletnia współpraca pomiędzy Marussią (wcześniej Virgin) a Cosworthem dobiegła końca. Było to przyczyną poszukiwania przez Marussię nowego dostawcy[65]. Zespół zdecydował się na używanie silników oraz skrzyń biegów produkcji Ferrari[19].

Scuderia Toro Rosso
- Po siedmiu latach używania jednostek Ferrari, Toro Rosso zmieniło dostawcę silników na Renault, w związku z chęcią ujednolicenia dostawcy silników z Red Bullem[14].

Williams F1 Team
- Po dwóch latach stosowania silników Renault, od 2014 roku Williams będzie używał silników Mercedesa[46].

### Zmiany wśród kierowców
Caterham F1 Team
- Mimo deklaracji kierowców Caterhama z 2013 roku – Charlesa Pika i Giedo van der Garde – jakoby ich przyszłość w zespole była zabezpieczona[66], wśród kandydatów do zastąpienia tych kierowców wymieniani byli Heikki Kovalainen, Marcus Ericsson, Esteban Gutiérrez i Kamui Kobayashi[67][68][69]. Istotnie, pod koniec stycznia Caterham potwierdził, że jego umowa z Pikiem nie została przedłużona[70], a Kovalainen ogłosił, że nie zostanie kierowcą zespołu w 2014 roku[71]. W tej sytuacji pierwszym kierowcą malezyjskiego zespołu został Kamui Kobayashi, który ścigał się w Formule 1 dla Toyoty, BMW Sauber i Saubera[36].
- Van der Garde został testowym kierowcą Saubera[72]. Zastąpił go Marcus Ericsson, debiutant i były kierowca serii GP2[36].

Force India F1 Team
- Kierowca Force India w sezonie 2012, Nico Hülkenberg, po roku startów w Sauberze, wrócił do hinduskiego zespołu, podpisując z nim wieloletni kontrakt[43].
- Partnerem Hülkenberga w Force India został Sergio Pérez, który stracił posadę w McLarenie. Meksykanin wniósł ze sobą wsparcie sponsorów w wysokości 15 milionów euro[41].

Lotus F1 Team
- W związku z odejściem Kimiego Räikkönena do Ferrari, Lotus rozpoczął poszukiwania partnera Romaina Grosjeana na sezon 2014. Chociaż brytyjski zespół rozważał zaangażowanie Davide Valsecchiego[73] czy Heikkiego Kovalainena[74], to głównymi faworytami do objęcia posady drugiego kierowcy Lotusa byli Nico Hülkenberg i wspierany przez koncern PDVSA Pastor Maldonado. Zatrudnienie któregoś z tych kierowców zależeć miało od powodzenia negocjacji Lotusa ze spółką Quantum Motorsports, który wyrażał zainteresowanie finansowym wsparciem zespołu i chciał zatrudnienia Hülkenberga[75][76]. Ze względu na przedłużające się negocjacje z Quantum[77], drugim kierowcą Lotusa został Pastor Maldonado[33].

McLaren Mercedes
- Zawodnik McLarena w sezonie 2013, Meksykanin Sergio Pérez odszedł z brytyjskiego zespołu po roku startów, ponieważ McLaren nie przedłużył z nim kontraktu[78]. Stało się to mimo tego, że szef McLarena, Martin Whitmarsh, obiecywał Pérezowi pozostanie w zespole[79]. Meksykanina zastąpił debiutant, junior McLarena, Duńczyk Kevin Magnussen[53] Duński kierowca, syn byłego kierowcy Formuły 1 Jana Magnussena, miał początkowo ścigać się w innym zespole, który jednak wycofał się z umowy[80].

Red Bull Racing
- Po dwunastu sezonach startów w Formule 1, w tym siedmiu w Red Bull Racing, Australijczyk Mark Webber zakończył po sezonie 2013 karierę w Formule 1, po czym przeszedł do ekipy Porsche startującej w Długodystansowych Mistrzostwach Świata[81]. Miejsce Webbera w sezonie 2014 zajmie jego rodak startujący dotychczas w Toro Rosso – Daniel Ricciardo[17].

Sauber F1 Team
- Po odejściu Nico Hülkenberga, który powrócił do Force India, Niemca w Sauberze zastąpił jego rodak, Adrian Sutil[61]. Początkowo jednym z kierowców zespołu miał być Rosjanin Siergiej Sirotkin, co było owocem nawiązania partnerstwa finansowo-technicznego między Sauberem a trzema rosyjskimi firmami[82][83]. Wskutek zaległości tych firm z Sauberem zaczęto wiązać także takich kierowców, jak Pastor Maldonado, Sergio Pérez, Witalij Pietrow czy Giedo van der Garde[84][85][86]. Ostatecznie ze szwajcarskim zespołem kontrakt przedłużył Esteban Gutiérrez, który był zawodnikiem Saubera w sezonie 2013. Sirotkin natomiast został kierowcą testowym[58].

Scuderia Ferrari
- Po ośmiu latach jazdy dla Ferrari, po sezonie 2013 Felipe Massa opuścił włoski zespół[87]. Miejsce Brazylijczyka w sezonie 2014 zajmie przychodzący z Lotusa Kimi Räikkönen, który w barwach Ferrari został mistrzem świata w sezonie 2007[28]. Przyjście Räikkönena do Ferrari oznacza, że w Ferrari po raz pierwszy od 1953 roku będzie jeździć dwóch mistrzów świata[88].

Scuderia Toro Rosso
- Zastępcą odchodzącego do Red Bull Racing Daniela Ricciardo został Daniił Kwiat[63]. Rosjanin – uczestnik programu Red Bull Young Driver Programme – wygrał rywalizację o miejsce w Toro Rosso z takimi kierowcami jak António Félix da Costa[89], Carlos Sainz Jr.[90] i Stoffel Vandoorne[91].

Williams F1 Team
- Felipe Massa, zastąpiony w Ferrari przez Kimiego Räikkönena, został zawodnikiem Williamsa. Brazylijczyk, który zastąpił mającego ważny kontrakt z Williamsem Pastora Maldonado[92], będzie partnerował Valtteriemu Bottasowi, reprezentującego Williamsa w sezonie 2013[47].

### Zmiany w trakcie sezonu

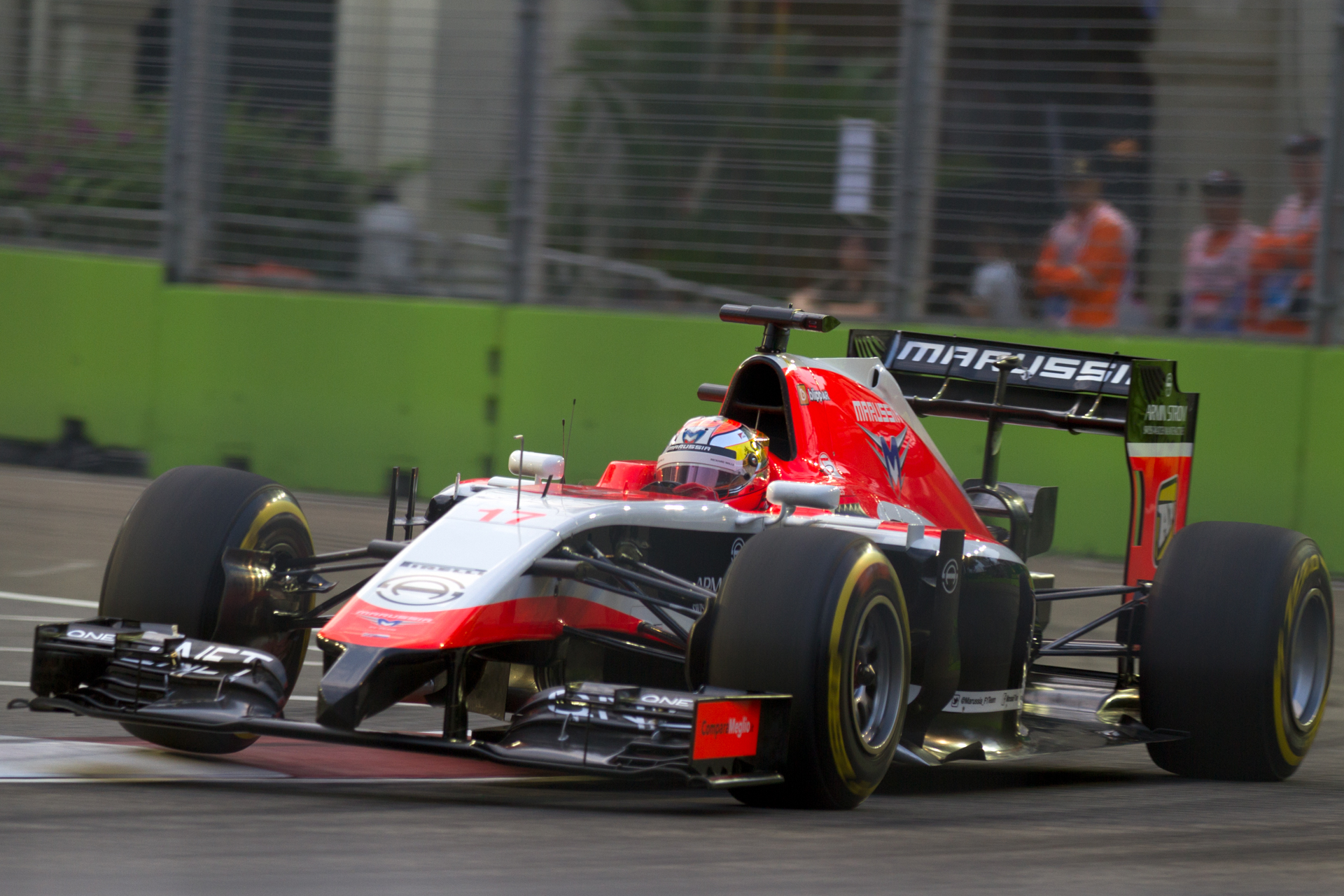
Marussia została rozwiązana przed Grand Prix Brazylii

- Tydzień przed Grand Prix Wielkiej Brytanii Caterham F1 Team ogłosił, że właściciel zespołu Tony Fernandes sprzedał go grupie szwajcarskich i arabskich inwestorów. Mimo to zespół zachował obecną nazwę. Nowym szefem Caterhama został były kierowca Midlanda i Spykera, Christijan Albers. Doradcą zespołu został natomiast Colin Kolles[93].
- Trzykrotny zwycięzca 24h Le Mans oraz mistrz Formuły Nippon z 2011 roku, Niemiec André Lotterer zadebiutował w Formule 1 podczas Grand Prix Belgii, zastępując Kamuiego Kobayashiego[94].
- Podczas Grand Prix Japonii poważnemu wypadkowi uległ Francuz Jules Bianchi, kiedy to z dużą prędkością uderzył w dźwig. Kierowca zespołu Marussia trafił do szpitala, w którym wykryto u niego rozległe obrażenia głowy[95]. 9 miesięcy później, 17 lipca 2015 r. zmarł w wyniku obrażeń. W związku z tym wypadkiem zespół postanowił wystawić podczas Grand Prix Rosji tylko jeden samochód[96].
- Doświadczające problemów finansowych Caterham oraz Marussia przeszły pod koniec października pod kontrolę komorników, co poskutkowało niewystartowaniem tych zespołów w Grand Prix USA oraz Grand Prix Brazylii[97][98].
- 7 listopada została ogłoszona informacja o całkowitej likwidacji zespołu Marussia F1 Team z przyczyn finansowych, w związku z czym pracownicy zespołu zostali zwolnieni, jego dobra zostaną sprzedane, a sam zespół nie pojawi się do końca sezonu[99].
- Caterham zdołał powrócić na Grand Prix Abu Zabi[100]. Zanim jednak ogłoszona została wiadomość o tym, swoją umowę z zespołem rozwiązał Szwed Marcus Ericsson[101]. W związku z tym w Grand Prix Abu Zabi Ericssona zastąpił Will Stevens, wcześniej kierowca testowy Caterhama i Marussi[38].

## Kalendarz

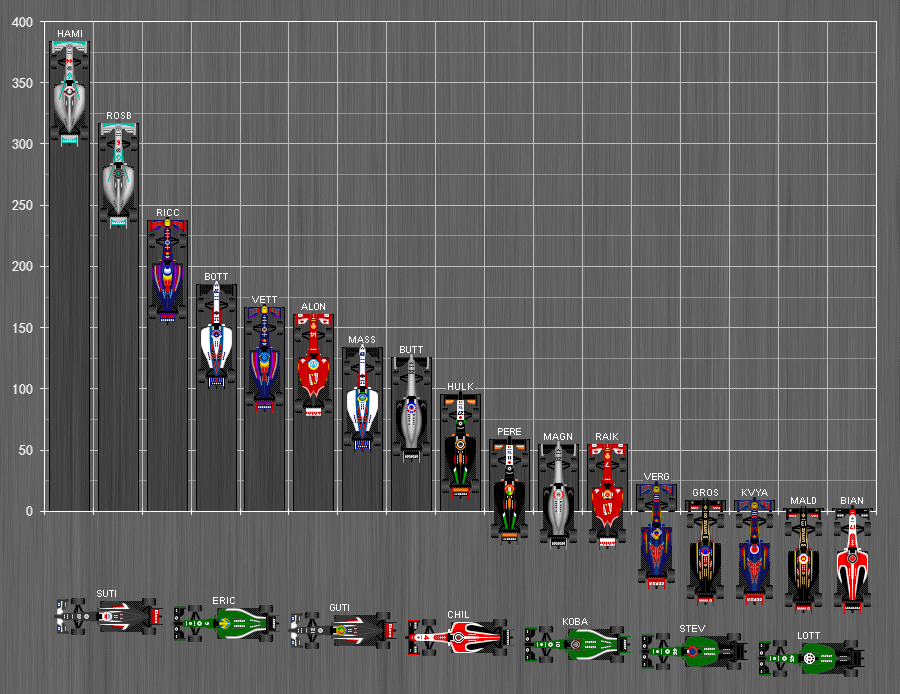
Klasyfikacja generalna przedstawiona w formie graficznej

Lista przedstawia oficjalny kalendarz Fédération Internationale de l’Automobile z dnia 4 grudnia 2013
| Grand Prix Australii Rolex Australian Grand Prix | Grand Prix Australii Rolex Australian Grand Prix | Grand Prix Australii Rolex Australian Grand Prix | Grand Prix Australii Rolex Australian Grand Prix |
| ------------------------------------------------ | ------------------------------------------------ | --- | --- |
| 1. 898.                                          | Szczegółowy rezultat                             | Data: 14 – 16 marca · Długość: 307,574 km · Liczba okrążeń: 58 · Zwycięzca z 2013 r.: K. Räikkönen (Lotus) · Tor: Albert Park Circuit · Miejsce: Australia, Melbourne · Czas UTC: 7:00 · Czas lokalny: 17:00 | Zwycięzca 1. treningu: F. Alonso (Ferrari) Zwycięzca 2. treningu: L. Hamilton (Mercedes) Zwycięzca 3. treningu: N. Rosberg (Mercedes) Pole position: L. Hamilton (Mercedes) Zwycięzca: N. Rosberg (Mercedes) 2. miejsce: K. Magnussen (McLaren) 3. miejsce: J. Button (McLaren) Najszybsze okrążenie: N. Rosberg (Mercedes) |

| Grand Prix Malezji Petronas Malaysia Grand Prix | Grand Prix Malezji Petronas Malaysia Grand Prix | Grand Prix Malezji Petronas Malaysia Grand Prix | Grand Prix Malezji Petronas Malaysia Grand Prix |
| ----------------------------------------------- | ----------------------------------------------- | --- | --- |
| 2. 899.                                         | Szczegółowy rezultat                            | Data: 28 – 30 marca · Długość: 310,408 km · Liczba okrążeń: 56 · Zwycięzca z 2013 r.: S. Vettel (Red Bull) · Tor: Sepang International Circuit · Miejsce: Malezja, Kuala Lumpur · Czas UTC: 10:00 · Czas lokalny: 16:00 | Zwycięzca 1. treningu: L. Hamilton (Mercedes) Zwycięzca 2. treningu: N. Rosberg (Mercedes) Zwycięzca 3. treningu: N. Rosberg (Mercedes) Pole position: L. Hamilton (Mercedes) Zwycięzca: L. Hamilton (Mercedes) 2. miejsce: N. Rosberg (Mercedes) 3. miejsce: S. Vettel (Red Bull) Najszybsze okrążenie: L. Hamilton (Mercedes) |

| Grand Prix Bahrajnu1 Gulf Air Bahrain Grand Prix | Grand Prix Bahrajnu1 Gulf Air Bahrain Grand Prix | Grand Prix Bahrajnu1 Gulf Air Bahrain Grand Prix | Grand Prix Bahrajnu1 Gulf Air Bahrain Grand Prix |
| ------------------------------------------------ | ------------------------------------------------ | --- | --- |
| 3. 900.                                          | Szczegółowy rezultat                             | Data: 4 – 6 kwietnia · Długość: 308,238 km · Liczba okrążeń: 57 · Zwycięzca z 2013 r.: S. Vettel (Red Bull) · Tor: Bahrain International Circuit · Miejsce: Bahrajn, Manama · Czas UTC: 17:00 · Czas lokalny: 18:00 | Zwycięzca 1. treningu: L. Hamilton (Mercedes) Zwycięzca 2. treningu: L. Hamilton (Mercedes) Zwycięzca 3. treningu: L. Hamilton (Mercedes) Pole position: N. Rosberg (Mercedes) Zwycięzca: L. Hamilton (Mercedes) 2. miejsce: N. Rosberg (Mercedes) 3. miejsce: S. Pérez (Force India) Najszybsze okrążenie: N. Rosberg (Mercedes) |

| Grand Prix Chin UBS Chinese Grand Prix | Grand Prix Chin UBS Chinese Grand Prix | Grand Prix Chin UBS Chinese Grand Prix | Grand Prix Chin UBS Chinese Grand Prix |
| -------------------------------------- | -------------------------------------- | --- | --- |
| 4. 901.                                | Szczegółowy rezultat                   | Data: 18 – 20 kwietnia · Długość: 305,066 km · Liczba okrążeń: 56 · Zwycięzca z 2013 r.: F. Alonso (Ferrari) · Tor: Shanghai International Circuit · Miejsce: Chiny, Szanghaj · Czas UTC: 9:00 · Czas lokalny: 15:00 | Zwycięzca 1. treningu: F. Alonso (Ferrari) Zwycięzca 2. treningu: L. Hamilton (Mercedes) Zwycięzca 3. treningu: D. Ricciardo (Red Bull) Pole position: L. Hamilton (Mercedes) Zwycięzca: L. Hamilton (Mercedes) 2. miejsce: N. Rosberg (Mercedes) 3. miejsce: F. Alonso (Ferrari) Najszybsze okrążenie: N. Rosberg (Mercedes) |

| Grand Prix Hiszpanii Gran Premio de España | Grand Prix Hiszpanii Gran Premio de España | Grand Prix Hiszpanii Gran Premio de España | Grand Prix Hiszpanii Gran Premio de España |
| ------------------------------------------ | ------------------------------------------ | --- | --- |
| 5. 902.                                    | Szczegółowy rezultat                       | Data: 9 – 11 maja · Długość: 307,104 km · Liczba okrążeń: 66 · Zwycięzca z 2013 r.: F. Alonso (Ferrari) · Tor: Circuit de Barcelona-Catalunya · Miejsce: Hiszpania, Barcelona · Czas UTC: 14:00 · Czas lokalny: 14:00 | Zwycięzca 1. treningu: L. Hamilton (Mercedes) Zwycięzca 2. treningu: L. Hamilton (Mercedes) Zwycięzca 3. treningu: N. Rosberg (Mercedes) Pole position: L. Hamilton (Mercedes) Zwycięzca: L. Hamilton (Mercedes) 2. miejsce: N. Rosberg (Mercedes) 3. miejsce: D. Ricciardo (Red Bull) Najszybsze okrążenie: S. Vettel (Red Bull) |

| Grand Prix Monako Grand Prix de Monaco | Grand Prix Monako Grand Prix de Monaco | Grand Prix Monako Grand Prix de Monaco | Grand Prix Monako Grand Prix de Monaco |
| -------------------------------------- | -------------------------------------- | --- | --- |
| 6. 903.                                | Szczegółowy rezultat                   | Data: 22 – 25 maja · Długość: 260,520 km · Liczba okrążeń: 78 · Zwycięzca z 2013 r.: N. Rosberg (Mercedes) · Tor: Circuit de Monaco · Miejsce: Monako, Monte Carlo · Czas UTC: 14:00 · Czas lokalny: 14:00 | Zwycięzca 1. treningu: L. Hamilton (Mercedes) Zwycięzca 2. treningu: F. Alonso (Ferrari) Zwycięzca 3. treningu: L. Hamilton (Mercedes) Pole position: N. Rosberg (Mercedes) Zwycięzca: N. Rosberg (Mercedes) 2. miejsce: L. Hamilton (Mercedes) 3. miejsce: D. Ricciardo (Red Bull) Najszybsze okrążenie: K. Räikkönen (Ferrari) |

| Grand Prix Kanady Grand Prix du Canada | Grand Prix Kanady Grand Prix du Canada | Grand Prix Kanady Grand Prix du Canada | Grand Prix Kanady Grand Prix du Canada |
| -------------------------------------- | -------------------------------------- | --- | --- |
| 7. 904.                                | Szczegółowy rezultat                   | Data: 6 – 8 czerwca · Długość: 305,270 km · Liczba okrążeń: 70 · Zwycięzca z 2013 r.: S. Vettel (Red Bull) · Tor: Circuit Gilles Villeneuve · Miejsce: Kanada, Montreal · Czas UTC: 20:00 · Czas lokalny: 14:00 | Zwycięzca 1. treningu: F. Alonso (Ferrari) Zwycięzca 2. treningu: L. Hamilton (Mercedes) Zwycięzca 3. treningu: L. Hamilton (Mercedes) Pole position: N. Rosberg (Mercedes) Zwycięzca: D. Ricciardo (Red Bull) 2. miejsce: N. Rosberg (Mercedes) 3. miejsce: S. Vettel (Red Bull) Najszybsze okrążenie: F. Massa (Williams) |

| Grand Prix Austrii Großer Preis von Österreich | Grand Prix Austrii Großer Preis von Österreich | Grand Prix Austrii Großer Preis von Österreich | Grand Prix Austrii Großer Preis von Österreich |
| ---------------------------------------------- | ---------------------------------------------- | --- | --- |
| 8. 905.                                        | Szczegółowy rezultat                           | Data: 20 – 22 czerwca · Długość: 306,578 km · Liczba okrążeń: 71 · Zwycięzca z 2003 r.: M. Schumacher (Ferrari) · Tor: Red Bull Ring · Miejsce: Austria, Spielberg · Czas UTC: 14:00 · Czas lokalny: 14:00 | Zwycięzca 1. treningu: N. Rosberg (Mercedes) Zwycięzca 2. treningu: L. Hamilton (Mercedes) Zwycięzca 3. treningu: V. Bottas (Williams) Pole position: Felipe Massa (Williams) Zwycięzca: N. Rosberg (Mercedes) 2. miejsce: L. Hamilton (Mercedes) 3. miejsce: V. Bottas (Williams) Najszybsze okrążenie: S. Pérez (Force India) |

| Grand Prix Wielkiej Brytanii Santander British Grand Prix | Grand Prix Wielkiej Brytanii Santander British Grand Prix | Grand Prix Wielkiej Brytanii Santander British Grand Prix | Grand Prix Wielkiej Brytanii Santander British Grand Prix |
| --------------------------------------------------------- | --------------------------------------------------------- | --- | --- |
| 9. 906.                                                   | Szczegółowy rezultat                                      | Data: 4 – 6 lipca · Długość: 306,198 km · Liczba okrążeń: 52 · Zwycięzca z 2013 r.: N. Rosberg (Mercedes) · Tor: Silverstone Circuit · Miejsce: Wielka Brytania, Silverstone · Czas UTC: 14:00 · Czas lokalny: 13:00 | Zwycięzca 1. treningu: N. Rosberg (Mercedes) Zwycięzca 2. treningu: L. Hamilton (Mercedes) Zwycięzca 3. treningu: S. Vettel (Red Bull) Pole position: N. Rosberg (Mercedes) Zwycięzca: L. Hamilton (Mercedes) 2. miejsce: V. Bottas (Williams) 3. miejsce: D. Ricciardo (Red Bull) Najszybsze okrążenie: L. Hamilton (Mercedes) |

| Grand Prix Niemiec Großer Preis Santander von Deutschland | Grand Prix Niemiec Großer Preis Santander von Deutschland | Grand Prix Niemiec Großer Preis Santander von Deutschland | Grand Prix Niemiec Großer Preis Santander von Deutschland |
| --------------------------------------------------------- | --------------------------------------------------------- | --- | --- |
| 10. 907.                                                  | Szczegółowy rezultat                                      | Data: 18 – 20 lipca · Długość: 306,458 km · Liczba okrążeń: 67 · Zwycięzca z 2013 r.: S. Vettel (Red Bull) (na Nürburgringu) · Tor: Hockenheimring · Miejsce: Niemcy, Hockenheim · Czas UTC: 14:00 · Czas lokalny: 14:00 | Zwycięzca 1. treningu: N. Rosberg (Mercedes) Zwycięzca 2. treningu: L. Hamilton (Mercedes) Zwycięzca 3. treningu: N. Rosberg (Mercedes) Pole position: N. Rosberg (Mercedes) Zwycięzca: N. Rosberg (Mercedes) 2. miejsce: V. Bottas (Williams) 3. miejsce: L. Hamilton (Mercedes) Najszybsze okrążenie: L. Hamilton (Mercedes) |

| Grand Prix Węgier Pirelli Magyar Nagydíj | Grand Prix Węgier Pirelli Magyar Nagydíj | Grand Prix Węgier Pirelli Magyar Nagydíj | Grand Prix Węgier Pirelli Magyar Nagydíj |
| ---------------------------------------- | ---------------------------------------- | --- | --- |
| 11. 908.                                 | Szczegółowy rezultat                     | Data: 25 – 27 lipca · Długość: 306,630 km · Liczba okrążeń: 70 · Zwycięzca z 2013 r.: L. Hamilton (Mercedes) · Tor: Hungaroring · Miejsce: Węgry, Budapeszt · Czas UTC: 14:00 · Czas lokalny: 14:00 | Zwycięzca 1. treningu: L. Hamilton (Mercedes) Zwycięzca 2. treningu: L. Hamilton (Mercedes) Zwycięzca 3. treningu: L. Hamilton (Mercedes) Pole position: N. Rosberg (Mercedes) Zwycięzca: D. Ricciardo (Red Bull) 2. miejsce: F. Alonso (Ferrari) 3. miejsce: L. Hamilton (Mercedes) Najszybsze okrążenie: N. Rosberg (Mercedes) |

| Grand Prix Belgii Shell Belgian Grand Prix | Grand Prix Belgii Shell Belgian Grand Prix | Grand Prix Belgii Shell Belgian Grand Prix | Grand Prix Belgii Shell Belgian Grand Prix |
| ------------------------------------------ | ------------------------------------------ | --- | --- |
| 12. 909.                                   | Szczegółowy rezultat                       | Data: 22 – 24 sierpnia · Długość: 308,052 km · Liczba okrążeń: 44 · Zwycięzca z 2013 r.: S. Vettel (Red Bull) · Tor: Circuit de Spa-Francorchamps · Miejsce: Belgia, Stavelot · Czas UTC: 14:00 · Czas lokalny: 14:00 | Zwycięzca 1. treningu: N. Rosberg (Mercedes) Zwycięzca 2. treningu: L. Hamilton (Mercedes) Zwycięzca 3. treningu: V. Bottas (Williams) Pole position: N. Rosberg (Mercedes) Zwycięzca: D. Ricciardo (Red Bull) 2. miejsce: N. Rosberg (Mercedes) 3. miejsce: V. Bottas (Williams) Najszybsze okrążenie: N. Rosberg (Mercedes) |

| Grand Prix Włoch Gran Premio d’Italia | Grand Prix Włoch Gran Premio d’Italia | Grand Prix Włoch Gran Premio d’Italia | Grand Prix Włoch Gran Premio d’Italia |
| ------------------------------------- | ------------------------------------- | --- | --- |
| 13. 910.                              | Szczegółowy rezultat                  | Data: 5 – 7 września · Długość: 306,720 km · Liczba okrążeń: 53 · Zwycięzca z 2013 r.: S. Vettel (Red Bull) · Tor: Autodromo Nazionale di Monza · Miejsce: Włochy, Monza · Czas UTC: 14:00 · Czas lokalny: 14:00 | Zwycięzca 1. treningu: L. Hamilton (Mercedes) Zwycięzca 2. treningu: N. Rosberg (Mercedes) Zwycięzca 3. treningu: L. Hamilton (Mercedes) Pole position: L. Hamilton (Mercedes) Zwycięzca: L. Hamilton (Mercedes) 2. miejsce: N. Rosberg (Mercedes) 3. miejsce: F. Massa (Williams) Najszybsze okrążenie: L. Hamilton (Mercedes) |

| Grand Prix Singapuru1 Singapore Grand Prix | Grand Prix Singapuru1 Singapore Grand Prix | Grand Prix Singapuru1 Singapore Grand Prix | Grand Prix Singapuru1 Singapore Grand Prix |
| ------------------------------------------ | ------------------------------------------ | --- | --- |
| 14. 911.                                   | Szczegółowy rezultat                       | Data: 19 – 21 września · Długość: 308,828 km · Liczba okrążeń: 61 · Zwycięzca z 2013r.: S. Vettel (Red Bull) · Tor: Marina Bay Street Circuit · Miejsce: Singapur, Singapur · Czas UTC: 14:00 · Czas lokalny: 20:00 | Zwycięzca 1. treningu: F. Alonso (Ferrari) Zwycięzca 2. treningu: L. Hamilton (Mercedes) Zwycięzca 3. treningu: F. Alonso (Ferrari) Pole position: L. Hamilton (Mercedes) Zwycięzca: L. Hamilton (Mercedes) 2. miejsce: S. Vettel (Red Bull) 3. miejsce: Daniel Ricciardo (Red Bull) Najszybsze okrążenie: L. Hamilton (Mercedes) |

| Grand Prix Japonii Japanese Grand Prix | Grand Prix Japonii Japanese Grand Prix | Grand Prix Japonii Japanese Grand Prix | Grand Prix Japonii Japanese Grand Prix |
| -------------------------------------- | -------------------------------------- | --- | --- |
| 15. 912.                               | Szczegółowy rezultat                   | Data: 3 – 5 października · Długość: 307,471 km · Liczba okrążeń: 53 · Zwycięzca z 2013 r.: S. Vettel (Red Bull) · Tor: Suzuka International Racing Course · Miejsce: Japonia, Suzuka · Czas UTC: 8:00 · Czas lokalny: 15:00 | Zwycięzca 1. treningu: N. Rosberg (Mercedes) Zwycięzca 2. treningu: L. Hamilton (Mercedes) Zwycięzca 3. treningu: N. Rosberg (Mercedes) Pole position: N. Rosberg (Mercedes) Zwycięzca: L. Hamilton (Mercedes) 2. miejsce: N. Rosberg (Mercedes) 3. miejsce: S. Vettel (Red Bull) Najszybsze okrążenie: L. Hamilton (Mercedes) |

| Grand Prix Rosji Russian Grand Prix | Grand Prix Rosji Russian Grand Prix | Grand Prix Rosji Russian Grand Prix | Grand Prix Rosji Russian Grand Prix |
| ----------------------------------- | ----------------------------------- | --- | --- |
| 16. 913.                            | Szczegółowy rezultat                | Data: 10 – 12 października · Długość: 305,344 km · Liczba okrążeń: 52 · Zwycięzca z 2013 r.: nie rozgrywano · Tor: Sochi Autodrom · Miejsce: Rosja, Soczi · Czas UTC: 13:00 · Czas lokalny: 15:00 | Zwycięzca 1. treningu: N. Rosberg (Mercedes) Zwycięzca 2. treningu: L. Hamilton (Mercedes) Zwycięzca 3. treningu: L. Hamilton (Mercedes) Pole position: L. Hamilton (Mercedes) Zwycięzca: L. Hamilton (Mercedes) 2. miejsce: N. Rosberg (Mercedes) 3. miejsce: V. Bottas (Williams) Najszybsze okrążenie: V. Bottas (Williams) |

| Grand Prix Stanów Zjednoczonych United States Grand Prix | Grand Prix Stanów Zjednoczonych United States Grand Prix | Grand Prix Stanów Zjednoczonych United States Grand Prix | Grand Prix Stanów Zjednoczonych United States Grand Prix |
| -------------------------------------------------------- | -------------------------------------------------------- | --- | --- |
| 17. 914.                                                 | Szczegółowy rezultat                                     | Data: 31 października – 2 listopada · Długość: 308,405 km · Liczba okrążeń: 56 · Zwycięzca z 2013 r.: S. Vettel (Red Bull) · Tor: Circuit of the Americas · Miejsce: Stany Zjednoczone, Austin · Czas UTC: 21:00 · Czas lokalny: 14:00 | Zwycięzca 1. treningu: L. Hamilton (Mercedes) Zwycięzca 2. treningu: L. Hamilton (Mercedes) Zwycięzca 3. treningu: L. Hamilton (Mercedes) Pole position: N. Rosberg (Mercedes) Zwycięzca: L. Hamilton (Mercedes) 2. miejsce: N. Rosberg (Mercedes) 3. miejsce: D. Ricciardo (Red Bull) Najszybsze okrążenie: S. Vettel (Red Bull) |

| Grand Prix Brazylii Grande Prêmio do Brasil | Grand Prix Brazylii Grande Prêmio do Brasil | Grand Prix Brazylii Grande Prêmio do Brasil | Grand Prix Brazylii Grande Prêmio do Brasil |
| ------------------------------------------- | ------------------------------------------- | --- | --- |
| 18. 915.                                    | Szczegółowy rezultat                        | Data: 7 – 9 listopada · Długość: 305,909 km · Liczba okrążeń: 71 · Zwycięzca z 2013 r.: S. Vettel (Red Bull) · Tor: Autódromo José Carlos Pace · Miejsce: Brazylia, São Paulo · Czas UTC: 17:00 · Czas lokalny: 14:00 | Zwycięzca 1. treningu: N. Rosberg (Mercedes) Zwycięzca 2. treningu: N. Rosberg (Mercedes) Zwycięzca 3. treningu: N. Rosberg (Mercedes) Pole position: N. Rosberg (Mercedes) Zwycięzca: N. Rosberg (Mercedes) 2. miejsce: L. Hamilton (Mercedes) 3. miejsce: F. Massa (Williams) Najszybsze okrążenie: L. Hamilton (Mercedes) |

| Grand Prix Abu Zabi2 Etihad Airways Abu Dhabi Grand Prix | Grand Prix Abu Zabi2 Etihad Airways Abu Dhabi Grand Prix | Grand Prix Abu Zabi2 Etihad Airways Abu Dhabi Grand Prix | Grand Prix Abu Zabi2 Etihad Airways Abu Dhabi Grand Prix |
| -------------------------------------------------------- | -------------------------------------------------------- | --- | --- |
| 19. 916.                                                 | Szczegółowy rezultat                                     | Data: 21 – 23 listopada · Długość: 305,355 km · Liczba okrążeń: 55 · Zwycięzca z 2013 r.: S. Vettel (Red Bull) · Tor: Yas Marina Circuit · Miejsce: Zjednoczone Emiraty Arabskie, Abu Zabi · Czas UTC: 14:00 · Czas lokalny: 17:00 | Zwycięzca 1. treningu: L. Hamilton (Mercedes) Zwycięzca 2. treningu: L. Hamilton (Mercedes) Zwycięzca 3. treningu: N. Rosberg (Mercedes) Pole position: N. Rosberg (Mercedes) Zwycięzca: L. Hamilton (Mercedes) 2. miejsce: F. Massa (Williams) 3. miejsce: V. Bottas (Williams) Najszybsze okrążenie: D. Ricciardo (Red Bull) |

1 Wyścig nocny – rozgrywany przy sztucznym oświetleniu.

2 Wyścig dzienno-nocny – start wyścigu rozegrany zostanie przed zachodem słońca, a zawodnicy przyjadą na metę przy ciemnym niebie. Oświetlenie zostanie włączone przed wyścigiem.

### Wyniki
Pogrubioną czcionką kierowcy, startujący z Pole Position.
| Lp. | Miejsce              | Tor                                | Data                 | Liczba okrążeń       | 1. miejsce       | 2. miejsce       | 3. miejsce       |
| --- | -------------------- | ---------------------------------- | -------------------- | -------------------- | ---------------- | ---------------- | ---------------- |
| 1   | Melbourne            | Albert Park Circuit                | 16 marca 2014        | 57                   | Nico Rosberg     | Kevin Magnussen  | Jenson Button    |
| 2   | Kuala Lumpur         | Sepang International Circuit       | 30 marca 2014        | 56                   | Lewis Hamilton   | Nico Rosberg     | Sebastian Vettel |
| 3   | Manama               | Bahrain International Circuit      | 6 kwietnia 2014      | 57                   | Lewis Hamilton   | Nico Rosberg     | Sergio Pérez     |
| 4   | Szanghaj             | Shanghai International Circuit     | 20 kwietnia 2014     | 54                   | Lewis Hamilton   | Nico Rosberg     | Fernando Alonso  |
| 5   | Barcelona            | Circuit de Barcelona-Catalunya     | 11 maja 2014         | 66                   | Lewis Hamilton   | Nico Rosberg     | Daniel Ricciardo |
| 6   | Monte Carlo          | Circuit de Monaco                  | 25 maja 2014         | 78                   | Nico Rosberg     | Lewis Hamilton   | Daniel Ricciardo |
| 7   | Montreal             | Circuit Gilles Villeneuve          | 8 czerwca 2014       | 70                   | Daniel Ricciardo | Nico Rosberg     | Sebastian Vettel |
| 8   | Spielberg            | Red Bull Ring                      | 22 czerwca 2014      | 71                   | Nico Rosberg     | Lewis Hamilton   | Valtteri Bottas  |
| 9   | Silverstone          | Silverstone Circuit                | 6 lipca 2014         | 52                   | Lewis Hamilton   | Valtteri Bottas  | Daniel Ricciardo |
| 10  | Hockenheim           | Hockenheimring                     | 20 lipca 2014        | 67                   | Nico Rosberg     | Valtteri Bottas  | Lewis Hamilton   |
| 11  | Budapeszt            | Hungaroring                        | 27 lipca 2014        | 70                   | Daniel Ricciardo | Fernando Alonso  | Lewis Hamilton   |
| 12  | Stavelot             | Circuit de Spa-Francorchamps       | 24 sierpnia 2014     | 44                   | Daniel Ricciardo | Nico Rosberg     | Valtteri Bottas  |
| 13  | Monza                | Autodromo Nazionale di Monza       | 7 września 2014      | 53                   | Lewis Hamilton   | Nico Rosberg     | Felipe Massa     |
| 14  | Singapur             | Marina Bay Street Circuit          | 21 września 2014     | 61                   | Lewis Hamilton   | Sebastian Vettel | Daniel Ricciardo |
| 15  | Suzuka               | Suzuka International Racing Course | 5 października 2014  | 44                   | Lewis Hamilton   | Nico Rosberg     | Sebastian Vettel |
| 16  | Soczi                | Sochi Autodrom                     | 12 października 2014 | 52                   | Lewis Hamilton   | Nico Rosberg     | Valtteri Bottas  |
| 17  | Austin               | Circuit of the Americas            | 2 listopada 2014     | 56                   | Lewis Hamilton   | Nico Rosberg     | Daniel Ricciardo |
| 18  | São Paulo            | Autódromo José Carlos Pace         | 9 listopada 2014     | 71                   | Nico Rosberg     | Lewis Hamilton   | Felipe Massa     |
| 19  | Abu Zabi             | Yas Marina Circuit                 | 23 listopada 2014    | 55                   | Lewis Hamilton   | Felipe Massa     | Valtteri Bottas  |
| 20. | Klasyfikacja końcowa | Klasyfikacja końcowa               | Klasyfikacja końcowa | Klasyfikacja końcowa | Lewis Hamilton   | Nico Rosberg     | Daniel Ricciardo |

## Zmiany

### W kalendarzu
- Koncern Red Bull osiągnął z Berniem Ecclestonem porozumienie co do powrotu po jedenastoletniej przerwie Grand Prix Austrii. Eliminacja odbyła się na torze Red Bull Ring, odbudowanym przez austriacki koncern[217][218].
- Hockenheimring na mocy umowy z Nürburgringiem będzie organizować wyścig Formuły 1 po rocznej przerwie[102].
- W sezonie 2014 nie odbędzie się Grand Prix Indii. Przyczyną tego jest fakt, że Bernie Ecclestone planował przesunąć eliminację z października na kwiecień, a organizatorzy wyrazili wątpliwości, czy zdołają przedsięwziąć dwa wyścigi w tak krótkim czasie. Grand Prix Indii powróci do kalendarza Formuły 1 w roku 2015[219].
- Grand Prix Korei Południowej zostało wstępnie przesunięte z października na kwiecień[220]. Jednakże eliminacja ta nie znalazła się w ostatecznej wersji kalendarza na sezon 2014[102].
- Wstępne plany zakładały powrót po 22 latach do kalendarza Formuły 1 Grand Prix Meksyku, które odbyć się miało w listopadzie na torze Autódromo Hermanos Rodríguez[220]. Grand Prix Meksyku w sezonie 2014 nie dojdzie jednak do skutku[102].
- Nową eliminacją będzie Grand Prix Rosji, rozegrane w drugiej połowie sezonu na nowo wybudowanym torze Sochi International Street Circuit[102]. Już w 2010 roku Władimir Putin podpisał kontrakt na organizację Grand Prix w Soczi[221]. Następnie rozpoczęła się budowa toru[222]. Mimo niewysłania w odpowiednim terminie zgłoszenia o miejsce w kalendarzu[223], Grand Prix Rosji odbędzie się w sezonie 2014[102].
- W roku 2014 miało odbyć się Grand Prix Ameryki na ulicznym torze Port Imperial Street Circuit[224]. Eliminacja ta miała odbyć się już w sezonie 2013[225], ale organizatorzy nie zdążyli przygotować toru w odpowiednim czasie[226]. Grand Prix Ameryki nie znalazło się także we wstępnym kalendarzu na rok 2014[220], ale obecność wyścigu w roku 2014 została potwierdzona później[224]. Mimo tego potwierdzenia, ostateczna wersja kalendarza na 2014 rok nie uwzględniła tej eliminacji[102].

### W przepisach
Techniczne
- W sezonie 2014 zostaną wprowadzone nowe silniki. Po raz pierwszy od sezonu 1988 powrócą jednostki turbodoładowane. Będą to silniki V6 o pojemności 1,6 litra z półautomatyczną, ośmiobiegową skrzynią biegów[227]. Maksymalne obroty silnika będą ograniczone do 15 000 rpm, a każdy silnik będzie musiał pokonać przebieg 4000 km, zanim zostanie wymieniony (przed 2014 rokiem każdy silnik przed wymianą musiał pokonać 2000 km)[228].
- System KERS (który od 2014 roku zmieni nazwę na ERS-K[229]) będzie integralną częścią silnika, a jego moc wzrośnie. Energia będzie nie tylko – jak do 2013 roku – wydzielana kinetycznie, ale też cieplnie. ERS będzie za pomocą urządzenia zwanego Heat Motor Generator Unit pobierać ciepło wydzielone przez turbosprężarkę, które następnie będzie przechowywane jako ładunek elektryczny do momentu zużycia przez urządzenie o nazwie Kinetic Motor Generator Unit. Heat Motor Generator Unit będzie połączony bezpośrednio z układem przeniesienia napędu[230][229]. Całość zapewni kierowcy dodatkowe 161 KM mocy przez 33 sekundy okrążenia (dla porównania KERS dawał dodatkowe 80 KM mocy przez 6 sekund okrążenia)[228].
- Zespoły będą mogły korzystać z elektronicznej kontroli tylnych hamulców. Jest to związane z tym, że użycie dużej mocy pochodzącej z ERS-K utrudni prawidłowe zbalansowanie hamulców[229].
- Ze względów bezpieczeństwa nosy samochodów będą niższe niż w poprzednich latach – maksymalna wysokość końcówki nosa nie będzie mogła przekroczyć 185 mm, podczas gdy w 2012 roku ten limit wynosił 550 mm[231][232].
- Maksymalna waga paliwa użytego przez samochód podczas wyścigu będzie wynosić 100 kg[233].
- Minimalna waga samochodów zostanie zwiększona z 642 do 690 kg[229].
- Zakazane będzie użycie fałszywych mocowań na kamery. Wcześniej zespoły wykorzystywały lukę w przepisach, która zezwalała na dodanie do karoserii dodatkowych elementów w miejsce mocowań na kamery, dających przewagę aerodynamiczną. Od 2014 roku miejsca mocowań na kamery będą mogły być wykorzystane tylko do zamocowania kamer[229].
- Rury wydechowe zostaną poprowadzone obok siebie pod tylnym spojlerem i będą wyrzucać spaliny za samochód. To rozwiązanie zakończy mapowanie silnika generujące dodatkowe spalanie, wykorzystanie efektu Coandy i zasilanie gazami z wydechu dyfuzora, co znacznie zmniejszy docisk z tyłu samochodu[234][235].

Sportowe
- Zniesione zostaną testy dla młodych kierowców na rzecz testów w trakcie sezonu: odbędą się cztery dwudniowe sesje testowe na europejskich torach[236].
- Wprowadzony zostanie system punktów karnych. Według tego systemu kierowcy za różne wykroczenia będą otrzymywać w zależności od jego szkodliwości od jednego do pięciu karnych punktów (za doprowadzenie do przerwania wyścigu otrzymają maksymalna liczbę 5 punktów). Po zebraniu 12 punktów karnych kierowca otrzyma karę zawieszenia na jeden wyścig[237]. Jednak pomimo ubierania 12 punktów karnych punkty wciąż są utrzymywane i dorobek punktów karnych może być powiększany a ich wyzerowanie następuje dopiero po zakończeniu sezonu.
- W celu zmniejszenia kosztów zostanie zmniejszona ilość testów w tunelu aerodynamicznym oraz prac związanych z CFD[233].
- Kierowcy będą mogli skorzystać z pięciu jednostek napędowych (w sezonie 2013 limit wynosił osiem silników). Kierowcy, którzy użyją szóstego silnika, będą musieli za karę wystartować z pit lane w przeciwieństwie do kary przesunięcia o 10 pól startowych, obowiązującej do 2013 roku. Kara przesunięcia o dziesięć miejsc dotyczyć będzie kierowcy, który wymieni pojedynczą część silnika, jak turbosprężarka czy ERS[238].
- Kierowcy będą musieli używać skrzyń biegów przez sześć kolejnych Grand Prix (w 2013 przez pięć)[233].
- Limit prędkości w pit lane zostanie zmniejszony ze 100 km/h do 80 km/h[233].
- Jeden dostawca będzie mógł dostarczać silniki maksymalnie czterem zespołom[233].
- Do 2020 roku będzie mogła być homologowana tylko jedna jednostka napędowa. Zmiany w jednostkach będą mogły dotyczyć wyłącznie niezawodności oraz obniżenia kosztów[233].
- Zespoły otrzymają dodatkowy komplet opon na pierwsze pół godziny pierwszej sesji treningową każdego Grand Prix, co ma zachęcić do aktywności w tym okresie[239].
- Ze względów bezpieczeństwa każda osoba pracująca przy samochodzie podczas pit stopu będzie musiała nosić kask[233].
- Od 2014 roku wzorem innych serii sportów motorowych jak m.in. MotoGP czy NASCAR wprowadzone zostaną stałe numery startowe. Oznacza to, że każdy kierowca będzie musiał na cały czas trwania kariery wybrać swój stały numer, od 2 do 99. W przypadku, gdy dwóch kierowców wybierze ten sam numer, to zostanie on przydzielony zawodnikowi z wyższą pozycją w klasyfikacji generalnej poprzedniego sezonu. Urzędujący mistrz świata będzie mógł użyć numeru 1[240].
- Ostatnia eliminacja sezonu będzie punktowana podwójnie, co ma uatrakcyjnić rywalizację. Zasada ta odnosi się zarówno do klasyfikacji kierowców, jak i konstruktorów. W związku z tym zwycięzca ostatniego Grand Prix sezonu otrzyma 50 punktów, a nie 25, drugi zawodnik – 36 zamiast 18 itd.[241]. Maksymalnie w klasyfikacji konstruktorów zespół może zdobyć 86 punktów.
- FIA wprowadzi specjalne trofeum dla kierowcy, który zdobędzie najwięcej pole position w sezonie. Jeśli kilku kierowców będzie mieć taką samą liczbę pole position w sezonie, to o zdobyciu trofeum decydować będzie większa liczba zdobytych drugich miejsc, a jeżeli i takie rozwiązanie nie przyniesie rozstrzygnięcia – trzecich itd.[242].
- Zostanie wprowadzona zmiana w formacie kwalifikacji. Aby uniknąć sytuacji, w której podczas Q3 w celu oszczędzania opon niektórzy kierowcy nie wyjeżdżali na tor, w trzeciej części kwalifikacji będą oni korzystać z dodatkowego kompletu opon, a do wyścigu wystartują na oponach używanych podczas Q2. Ponadto pierwsza część kwalifikacji zostanie skrócona do 18 minut, a trzecia – przedłużona do 12[243].

## Klasyfikacje
| Legenda oznaczeń w tabelach wyników Wyświetl szablon na nowej stronie | Legenda oznaczeń w tabelach wyników Wyświetl szablon na nowej stronie                                                                     |
| Oznaczenie                                                            | Wyjaśnienie |
| --------------------------------------------------------------------- | --- |
| Złoty                                                                 | Zwycięzca lub mistrzostwo |
| Srebrny                                                               | 2. miejsce lub wicemistrzostwo |
| Brązowy                                                               | 3. miejsce lub II wicemistrzostwo |
| Zielony                                                               | Ukończył, punktował (w klasyfikacji generalnej, gdy zdobył co najmniej jeden punkt na przestrzeni sezonu, poza trzema powyższymi opcjami) |
| Niebieski                                                             | Ukończył, nie punktował (w klasyfikacji generalnej, gdy nie zdobył co najmniej jednego punktu na przestrzeni sezonu)                      |
| Czerwony                                                              | Nie zakwalifikował się (NZ) |
| Czerwony                                                              | Nie prekwalifikował się (NPK) |
| Różowy                                                                | Nie ukończył (NU) |
| Różowy                                                                | Niesklasyfikowany (NS) (w klasyfikacji generalnej, gdy nie został sklasyfikowany w żadnym wyścigu sezonu)                                 |
| Czarny                                                                | Zdyskwalifikowany (DK) |
| Czarny                                                                | Wykluczony (WYK/EX) |
| Biały                                                                 | Nie wystartował (NW) |
| Biały                                                                 | Kontuzjowany (K/INJ) |
| Biały                                                                 | Wyścig odwołany (OD/C) |
| Bez koloru                                                            | Został wycofany (WYC/WD) |
| Bez koloru                                                            | Nie przybył (NP/DNA) |
| Bez koloru                                                            | Nie brał udziału w treningach (NT/DNP) |
| Bez koloru                                                            | Nie został zgłoszony (–) |
| Pogrubienie                                                           | Start z pole position |
| Kursywa                                                               | Najszybsze okrążenie wyścigu |
| †                                                                     | Nie ukończył, ale jego rezultat został zaliczony ze względu na przejechanie więcej niż 90% dystansu wyścigu.                              |
| *                                                                     | Sezon w trakcie |
| 1/2/3                                                                 | Punktowana pozycja w sprincie |
| Lista systemów punktacji Formuły 1                                    | |

### Kierowcy
| Poz. | Kierowca          | Zespół      | Australia | Malezja | Bahrajn |    | Hiszpania | Monako | Kanada | Austria | Wielka Brytania | Niemcy | Węgry | Belgia | Włochy | Singapur | Japonia | Rosja | Stany Zjednoczone | Brazylia |    | Punkty |
| ---- | ----------------- | ----------- | --------- | ------- | ------- | -- | --------- | ------ | ------ | ------- | --------------- | ------ | ----- | ------ | ------ | -------- | ------- | ----- | ----------------- | -------- | -- | ------ |
| 1    | Lewis Hamilton    | Mercedes    | NU        | 1       | 1       | 1  | 1         | 2      | NU     | 2       | 1               | 3      | 3     | NU     | 1      | 1        | 1       | 1     | 1                 | 2        | 1  | 384    |
| 2    | Nico Rosberg      | Mercedes    | 1         | 2       | 2       | 2  | 2         | 1      | 2      | 1       | NU              | 1      | 4     | 2      | 2      | NU       | 2       | 2     | 2                 | 1        | 14 | 317    |
| 3    | Daniel Ricciardo  | Red Bull    | DK        | NU      | 4       | 4  | 3         | 3      | 1      | 8       | 3               | 6      | 1     | 1      | 5      | 3        | 4       | 7     | 3                 | NU       | 4  | 238    |
| 4    | Valtteri Bottas   | Williams    | 5         | 8       | 8       | 7  | 5         | NU     | 7      | 3       | 2               | 2      | 8     | 3      | 4      | 11       | 6       | 3     | 5                 | 10       | 3  | 186    |
| 5    | Sebastian Vettel  | Red Bull    | NU        | 3       | 6       | 5  | 4         | NU     | 3      | NU      | 5               | 4      | 7     | 5      | 6      | 2        | 3       | 8     | 7                 | 5        | 8  | 167    |
| 6    | Fernando Alonso   | Ferrari     | 4         | 4       | 9       | 3  | 6         | 4      | 6      | 5       | 6               | 5      | 2     | 7      | NU     | 4        | NU      | 6     | 6                 | 6        | 9  | 161    |
| 7    | Felipe Massa      | Williams    | NU        | 7       | 7       | 15 | 13        | 7      | 12     | 4       | NU              | NU     | 5     | 13     | 3      | 5        | 7       | 11    | 4                 | 3        | 2  | 134    |
| 8    | Jenson Button     | McLaren     | 3         | 6       | 17†     | 11 | 11        | 6      | 4      | 11      | 4               | 8      | 10    | 6      | 8      | NU       | 5       | 4     | 12                | 4        | 5  | 126    |
| 9    | Nico Hülkenberg   | Force India | 6         | 5       | 5       | 6  | 10        | 5      | 5      | 9       | 8               | 7      | NU    | 10     | 12     | 9        | 8       | 12    | NU                | 8        | 6  | 96     |
| 10   | Sergio Pérez      | Force India | 10        | NW      | 3       | 9  | 9         | NU     | 11     | 6       | 11              | 10     | NU    | 8      | 7      | 7        | 10      | 10    | NU                | 15       | 7  | 59     |
| 11   | Kevin Magnussen   | McLaren     | 2         | 9       | NU      | 13 | 12        | 10     | 9      | 7       | 7               | 9      | 12    | 12     | 10     | 10       | 14      | 5     | 8                 | 9        | 11 | 55     |
| 12   | Kimi Räikkönen    | Ferrari     | 7         | 12      | 10      | 8  | 7         | 12     | 10     | 10      | NU              | 11     | 6     | 4      | 9      | 8        | 12      | 9     | 13                | 7        | 10 | 55     |
| 13   | Jean-Éric Vergne  | STR         | 8         | NU      | NU      | 12 | NU        | NU     | 8      | NU      | 10              | 13     | 9     | 11     | 13     | 6        | 9       | 13    | 10                | 13       | 12 | 22     |
| 14   | Romain Grosjean   | Lotus       | NU        | 11      | 12      | NU | 8         | 8      | NU     | 14      | 12              | NU     | NU    | NU     | 16     | 13       | 15      | 17    | 11                | 17†      | 13 | 8      |
| 15   | Daniił Kwiat      | STR         | 9         | 10      | 11      | 10 | 14        | NU     | NU     | NU      | 9               | NU     | 14    | 9      | 11     | 14       | 11      | 14    | 15                | 11       | NU | 8      |
| 16   | Pastor Maldonado  | Lotus       | NU        | NU      | 14      | 14 | 15        | NW     | NU     | 12      | 17†             | 12     | 13    | NU     | 14     | 12       | 17      | 18    | 9                 | 12       | NU | 2      |
| 17   | Jules Bianchi     | Marussia    | NS        | NU      | 16      | 17 | 18        | 9      | NU     | 15      | 14              | 15     | 15    | 18†    | 18     | 16       | 20†     | –     | –                 | –        | –  | 2      |
| 18   | Adrian Sutil      | Sauber      | 11        | NU      | NU      | NU | 17        | NU     | 13     | 13      | 13              | NU     | 11    | 14     | 15     | NU       | 21†     | 16    | NU                | 16       | 16 | 0      |
| 19   | Marcus Ericsson   | Caterham    | NU        | 14      | NU      | 20 | 20        | 11     | NU     | 18      | NU              | 18     | NU    | 17     | 19     | 15       | 16      | 19    | –                 | –        | –  | 0      |
| 20   | Esteban Gutiérrez | Sauber      | 12        | NU      | NU      | 16 | 16        | NU     | 14†    | 19      | NU              | 14     | NU    | 15     | 20     | NU       | 13      | 15    | 14                | 14       | 15 | 0      |
| 21   | Max Chilton       | Marussia    | 13        | 15      | 13      | 19 | 19        | 14     | NU     | 17      | 16              | 17     | 16    | 16     | NU     | 17       | 18      | NU    | –                 | –        | –  | 0      |
| 22   | Kamui Kobayashi   | Caterham    | NU        | 13      | 15      | 18 | NU        | 13     | NU     | 16      | 15              | 16     | NU    | –      | 17     | NW       | 19      | NU    | –                 | –        | NU | 0      |
| 23   | Will Stevens      | Caterham    | –         | –       | –       | –  | –         | –      | –      | –       | –               | –      | –     | –      | –      | –        | –       | –     | –                 | –        | 17 | 0      |
| –    | André Lotterer    | Caterham    | –         | –       | –       | –  | –         | –      | –      | –       | –               | –      | –     | NU     | –      | –        | –       | –     | –                 | –        | –  | –      |
| Poz. | Kierowca          | Zespół      | Australia | Malezja | Bahrajn |    | Hiszpania | Monako | Kanada | Austria | Wielka Brytania | Niemcy | Węgry | Belgia | Włochy | Singapur | Japonia | Rosja | Stany Zjednoczone | Brazylia |    | Punkty |

### Konstruktorzy
| Poz. | Konstruktor             | Nr | Australia | Malezja | Bahrajn |    | Hiszpania | Monako | Kanada | Austria | Wielka Brytania | Niemcy | Węgry | Belgia | Włochy | Singapur | Japonia | Rosja | Stany Zjednoczone | Brazylia |    | Punkty |
| ---- | ----------------------- | -- | --------- | ------- | ------- | -- | --------- | ------ | ------ | ------- | --------------- | ------ | ----- | ------ | ------ | -------- | ------- | ----- | ----------------- | -------- | -- | ------ |
| 1    | Mercedes                | 6  | 1         | 2       | 2       | 2  | 2         | 1      | 2      | 1       | NU              | 1      | 4     | 2      | 2      | NU       | 2       | 2     | 2                 | 1        | 14 | 701    |
| 1    | Mercedes                | 44 | NU        | 1       | 1       | 1  | 1         | 2      | NU     | 2       | 1               | 3      | 3     | NU     | 1      | 1        | 1       | 1     | 1                 | 2        | 1  | 701    |
| 2    | Red Bull Racing Renault | 1  | NU        | 3       | 6       | 5  | 4         | NU     | 3      | NU      | 5               | 4      | 7     | 5      | 6      | 2        | 3       | 8     | 7                 | 5        | 8  | 405    |
| 2    | Red Bull Racing Renault | 3  | DK        | NU      | 4       | 4  | 3         | 3      | 1      | 8       | 3               | 6      | 1     | 1      | 5      | 3        | 4       | 7     | 3                 | NU       | 4  | 405    |
| 3    | Williams Mercedes       | 19 | NU        | 7       | 7       | 15 | 13        | 7      | 12     | 4       | NU              | NU     | 5     | 13     | 3      | 5        | 7       | 11    | 4                 | 3        | 2  | 319    |
| 3    | Williams Mercedes       | 77 | 5         | 8       | 8       | 7  | 5         | NU     | 7      | 3       | 2               | 2      | 8     | 3      | 4      | 11       | 6       | 3     | 5                 | 10       | 3  | 319    |
| 4    | Ferrari                 | 7  | 7         | 12      | 10      | 8  | 7         | 12     | 10     | 10      | NU              | 11     | 6     | 4      | 9      | 8        | 12      | 9     | 13                | 7        | 10 | 216    |
| 4    | Ferrari                 | 14 | 4         | 4       | 9       | 3  | 6         | 4      | 6      | 5       | 6               | 5      | 2     | 7      | NU     | 4        | NU      | 6     | 6                 | 6        | 9  | 216    |
| 5    | McLaren Mercedes        | 20 | 2         | 9       | NU      | 13 | 12        | 10     | 9      | 7       | 7               | 9      | 12    | 12     | 10     | 10       | 14      | 5     | 8                 | 9        | 11 | 181    |
| 5    | McLaren Mercedes        | 22 | 3         | 6       | 17†     | 11 | 11        | 6      | 4      | 11      | 4               | 8      | 10    | 6      | 8      | NU       | 5       | 4     | 12                | 4        | 5  | 181    |
| 6    | Force India Mercedes    | 11 | 10        | NW      | 3       | 9  | 9         | NU     | 11     | 6       | 11              | 10     | NU    | 8      | 7      | 7        | 10      | 10    | NU                | 15       | 7  | 155    |
| 6    | Force India Mercedes    | 27 | 6         | 5       | 5       | 6  | 10        | 5      | 5      | 9       | 8               | 7      | NU    | 10     | 12     | 9        | 8       | 12    | NU                | 8        | 6  | 155    |
| 7    | STR Renault             | 25 | 8         | NU      | NU      | 12 | NU        | NU     | 8      | NU      | 10              | 13     | 9     | 11     | 13     | 6        | 9       | 13    | 10                | 13       | 12 | 30     |
| 7    | STR Renault             | 26 | 9         | 10      | 11      | 10 | 14        | NU     | NU     | NU      | 9               | NU     | 14    | 9      | 11     | 14       | 11      | 14    | 15                | 11       | NU | 30     |
| 8    | Lotus Renault           | 8  | NU        | 11      | 12      | NU | 8         | 8      | NU     | 14      | 12              | NU     | NU    | NU     | 16     | 13       | 16      | 17    | 11                | 17†      | 13 | 10     |
| 8    | Lotus Renault           | 13 | NU        | NU      | 14      | 14 | 15        | NW     | NU     | 12      | 17†             | 12     | 13    | NU     | 14     | 12       | 16      | 18    | 9                 | 12       | NU | 10     |
| 9    | Marussia Ferrari        | 4  | 13        | 15      | 13      | 19 | 19        | 14     | NU     | 17      | 16              | 17     | 16    | 16     | NU     | 17       | 18      | NU    | –                 | –        | –  | 2      |
| 9    | Marussia Ferrari        | 17 | NS        | NU      | 16      | 17 | 18        | 9      | NU     | 15      | 14              | 15     | 15    | 18†    | 18     | 16       | 20†     | –     | –                 | –        | –  | 2      |
| 10   | Sauber Ferrari          | 21 | 12        | NU      | NU      | 16 | 16        | NU     | 14†    | 19      | NU              | 14     | NU    | 15     | 20     | NU       | 13      | 15    | 14                | 14       | 15 | 0      |
| 10   | Sauber Ferrari          | 99 | 11        | NU      | NU      | NU | 17        | NU     | 13     | 13      | 13              | NU     | 11    | 14     | 15     | NU       | 21†     | 16    | NU                | 16       | 16 | 0      |
| 11   | Caterham Renault        | 9  | NU        | 14      | NU      | 20 | 20        | 11     | NU     | 18      | NU              | 18     | NU    | 17     | 19     | 15       | 16      | 19    | –                 | –        | –  | 0      |
| 11   | Caterham Renault        | 10 | NU        | 13      | 15      | 18 | NU        | 13     | NU     | 16      | 15              | 16     | NU    | –      | 17     | NW       | 19      | NU    | –                 | –        | NU | 0      |
| 11   | Caterham Renault        | 45 | –         | –       | –       | –  | –         | –      | –      | –       | –               | –      | –     | NU     | –      | –        | –       | –     | –                 | –        | –  | 0      |
| 11   | Caterham Renault        | 46 | –         | –       | –       | –  | –         | –      | –      | –       | –               | –      | –     | –      | –      | –        | –       | –     | –                 | –        | 17 | 0      |
| Poz. | Konstruktor             | Nr | Australia | Malezja | Bahrajn |    | Hiszpania | Monako | Kanada | Austria | Wielka Brytania | Niemcy | Węgry | Belgia | Włochy | Singapur | Japonia | Rosja | Stany Zjednoczone | Brazylia |    | Punkty |

### FIA Pole Trophy
| Poz. | PP | Kierowca       | Grand Prix                                            |
| ---- | -- | -------------- | ----------------------------------------------------- |
| 1    | 11 | Nico Rosberg   | BHR, MON, CAN, GBR, GER, HUN, BEL, JPN, USA, BRA, ARE |
| 2    | 7  | Lewis Hamilton | AUS, MAL, CHN, ESP, ITA, SIN, RUS                     |
| 3    | 1  | Felipe Massa   | AUT                                                   |